# Chrono Champenois-Trophée Européen
A Chrono Champenois-Trophée Européen (em português: Contrarrelógio - Troféu Europeu) é uma competição de ciclismo de contrarrelógio francesa feminina, que em conjunto com sua homóloga masculina denominada como Chrono Champenois se disputa em Bétheny (departamento do Marne) em meados do mês de setembro (as duas no mesmo dia).
A feminina foi a primeira em criar-se em 1989 com o nome oficial de Chrono Champenois-Trophée Européen, ainda que não começou a ser profissional até 1997, por isso a maioria de seus ganhadores têm sido francesas, dentro a categoria 1.9.2 (última categoria do profissionalismo) renomeando-se essa categoria em 2005 pela 1.1 mantendo a corrida dito status.
A masculina, criada em 1998, começou também sendo amadora e já a partir da criação dos Circuitos Continentais UCI em 2005 faz parte do UCI Europe Tour dentro da categoria 1.2 (última categoria do profissionalismo).
As duas disputam num traçado de 33,4 km.

## Palmarés
| Ano                       | Vencedor               | Segundo                | Terceiro               |
| ------------------------- | ---------------------- | ---------------------- | ---------------------- |
| edições amadoras          |                        |                        |                        |
| 1989                      | Nathalie Six           |                        |                        |
| 1990                      | Nathalie Gendron       |                        |                        |
| 1991                      | Nathalie Gendron       | Géraldine Quéniart     | Françoise Leprod'homme |
| 1992                      | Jeannie Longo          | Géraldine Quéniart     | Cécile Odin            |
| 1993                      | Swetlana Bubnenkowa    | Walentina Polchanowa   | Jeannie Longo          |
| 1994                      | Svetlana Samokhvalova  | Swetlana Bubnenkowa    | Walentina Polchanowa   |
| 1995                      | Jeannie Longo          | Lotte Bak              | Sophie Swaertvaenger   |
| 1996                      | Jeannie Longo          | Alessandra Cappellotto | Gabriella Pregnolato   |
| edições profissionais     |                        |                        |                        |
| 1997                      | Alessandra Cappellotto | Zulfiya Zabirova       | Kathy Watt             |
| 1998                      | Zulfiya Zabirova       | Walentina Polchanowa   | Imelda Chiappa         |
| 1999                      | Jeannie Longo          | Walentina Polchanowa   | Antonella Bellutti     |
| 2000 edição não realizada |                        |                        |                        |
| 2001                      | Kirsty Nicole Robb     | Sara Carrigan          | Olga Zabelinskaya      |
| 2002                      | Zulfiya Zabirova       | Sara Carrigan          | Jeannie Longo          |
| 2003                      | Hanka Kupfernagel      | Karin Thürig           | Zulfiya Zabirova       |
| 2004                      | Karin Thürig           | Priska Doppmann        | Giovanna Troldi        |
| 2005                      | Kathy Watt             | Jeannie Longo          | Wendy Houvenaghel      |
| 2006                      | Karin Thürig           | Christiane Soeder      | Andrea Thürig          |
| 2007                      | Karin Thürig           | Amber Neben            | Mirjam Melchers        |
| 2008                      | Karin Thürig           | Loes Gunnewijk         | Amber Neben            |
| 2009                      | Wendy Houvenaghel      | Julia Shaw             | Grace Verbeke          |
| 2010                      | Anne Samplonius        | Judith Arndt           | Olga Zabelinskaya      |
| 2011                      | Judith Arndt           | Amber Neben            | Wendy Houvenaghel      |
| 2012                      | Wendy Houvenaghel      | Carmen Small           | Olga Zabelinskaya      |
| 2013                      | Ellen van Dijk         | Carmen Small           | Shara Gillow           |
| 2014                      | Hanna Solovey          | Ellen van Dijk         | Katrin Garfoot         |
| 2015                      | Ann-Sophie Duyck       | Tiffany Cromwell       | Hayley Simmonds        |
| 2016                      | Katrin Garfoot         | Olga Zabelinskaya      | Ellen van Dijk         |
| 2017 edição não realizada |                        |                        |                        |
| 2018                      | Leah Thomas            | Olga Zabelinskaya      | Hayley Simmonds        |
| 2019                      | Vita Heine             | Mieke Kröger           | Marlen Reusser         |

## Palmarés por países
| País           | Vitórias |
| -------------- | -------- |
| França         | 7        |
| Suíça          | 4        |
| Reino Unido    | 3        |
| Austrália      | 3        |
| Cazaquistão    | 2        |
| Rússia         | 2        |
| Alemanha       | 2        |
| Canadá         | 1        |
| Países Baixos  | 1        |
| Ucrânia        | 1        |
| Bélgica        | 1        |
| Estados Unidos | 1        |